# ファインマン振幅
ファインマン振幅（ファインマンしんぷく）は、リチャード・P・ファインマンが考案したファインマン図形（ファインマン・ダイアグラム、Feynman diagram）にファインマン則（ファインマンルール、Feynman rules）を適用して得られる不変散乱振幅で、これにより素粒子の生成消滅反応の散乱断面積を求めることができる。